# شلالات ريتشينباخ

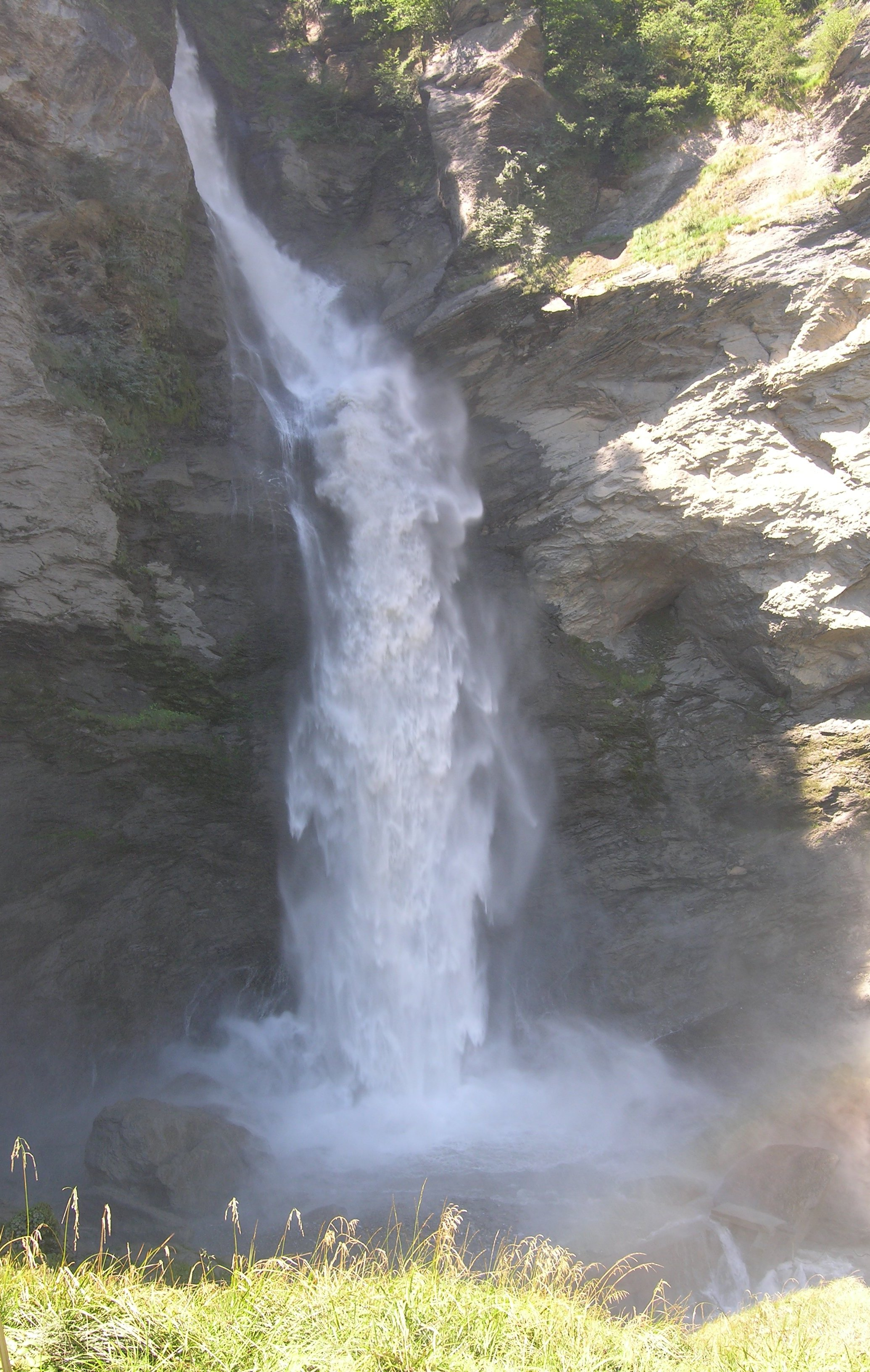
نهاية سقوط المياه من شلال جراند ريتشينباخ

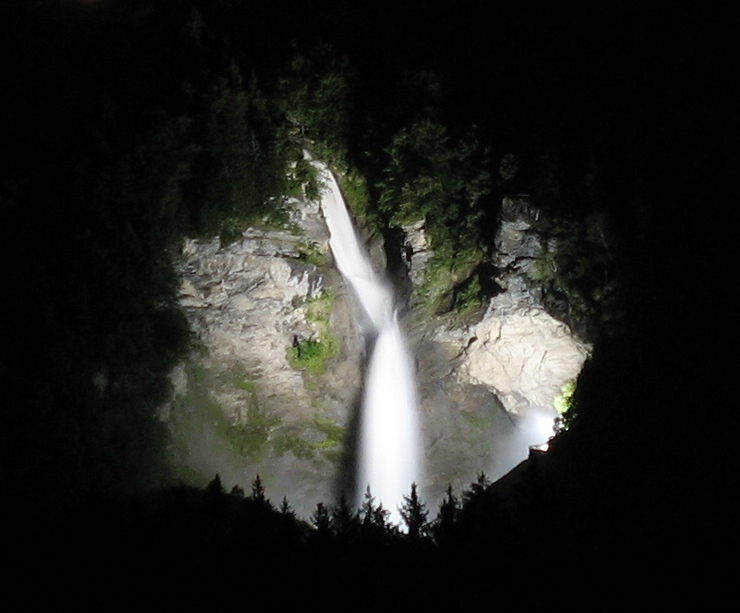
شلال جراند ريتشينباخ في الليل

شلالات ريتشينباخ (بالإنجليزية:Reichenbach Falls) ((بالألمانية: Reichenbachfälle)) عبارة عن سلسلة شلال من سبع درجات على مجرى يسمى Rychenbach في منطقة بيرنيز أوبرلاند في سويسرا. تتساقط المياه منها على ارتفاع إجمالي يبلغ حوالي 250 متر (820 قدم). على 110 متر (360 قدم)، الشلالات العلوية، والمعروفة باسم شلالات غراند ريتشينباخ ((بالألمانية: Grosser Reichenbachfall))، هو إلى حد بعيد الجزء الأطول وواحد من أعلى الشلالات في جبال الألب، ومن بين أعلى أربعين شلالات في سويسرا. يخسر ريتشينباخ 290 متر (950 قدم) من أعلى الشلالات إلى قاع الوادي في Haslital. اليوم، تستخدم شركة الطاقة الكهرومائية تدفق شلالات رايشنباخ خلال أوقات معينة من العام، مما يقلل من تدفقه.
في الأدب الشعبي، قدم السير آرثر كونان دويل Grand (أو Great) Reichenbach Fall كموقع للمشاجرة الشرسة والقوية والأخيرة بين بطله شيرلوك هولمز وخصمه الأكبر، البروفيسور المجرم جيمس موريارتي، في «المشكلة النهائية».

## موقع الشلالات
تقع الشلالات في الجزء السفلي من Reichenbachtal، على ريتشينباخ، وهو رافد (من الضفة الجنوبية) من نهر آر. هم حوالي 1.5 كيلومتر (0.93 ميل) جنوب مدينة ميرينجن، و 25 كيلومتر (16 ميل) شرق إنترلاكن. من الجانب الإداري، تقع الشلالات ضمن بلدية شاتنالب في منطقة كانتون برن.
يمكن الوصول إلى الشلالات بواسطة السكك الحديدية المعلقة ريتشينباخ. تقع المحطة السفلية على بعد حوالي 20 دقيقة سيرًا على الأقدام، أو 6 دقائق بالحافلة، من محطة سكة حديد ميرينجن على خط سكة حديد برونيج الذي يربط بين إنترلاكن ولوسيرن.

## في الثقافة والذاكرة الشعبية
شلالات ريتشينباخ هو موضوع الملاحم المحلية. وجدت طريقها إلى أدلة السفر السويسرية في وقت مبكر وهي المكان المناسب للعديد من الرسائل الأدبية والسينمائية. كتب الكاتب السويسري يرمياس جوتهلف أغنية مدحًا لشلالات ريتشينباخ في روايته Jacobs، الرجل الذي يسير عبر سويسرا. اختبر الحرفي الألماني الشاب جاكوب، الذي كان متورطًا بشكل كبير في التحريض الراديكالي والشيوعي، قدرة الله المطلقة في جبال الثلج وفي عنف شلالات رايشنباخ أثناء تنزهه عبر بيرنيز أوبرلاند.[بحاجة لمصدر]

## قصص شيرلوك هولمز - رثر كونان دويل
تُعرف المدينة والشلالات في جميع أنحاء العالم بأنها مكان لحدث خيالي مهم، حيث إنها المكان الذي يقاتل فيه شيرلوك هولمز، بطل روايات السير آرثر كونان دويل، حتى الموت مع الروفيسور جيمس موريارتي، في نهاية «رواية المشكلة النهائية»، نُشر لأول مرة عام 1893. لوحة تذكارية في محطة القطار الجبلي المائل تخلد ذكرى هولمز، ويوجد أيضًا متحف شيرلوك هولمز في بلدة ميرينجن القريبة.
من بين العديد من الشلالات في بيرنيز أوبرلاند، يبدو أن شلالات ريتشينباخ تركت أكبر انطباع على السير آرثر كونان دويل، الذي شاهدها في عطلة سويسرية مع مضيفه السير هنري لون، مؤسس لون بولي. يتذكر بيتر لون حفيد السير هنري، «قال جدي» ادفعه فوق شلالات رايشنباخ «ولم يكن كونان دويل قد سمع بها، لذلك أطلعه عليها». كان دويل معجبًا جدًا لدرجة أنه قرر ترك بطله يموت هناك.
الحافة الفعلية التي سقط منها موريارتي تقع على الجانب الآخر من السقوط من القطار الجبلي المائل؛ ويمكن الوصول إليه عن طريق تسلق المسار إلى قمة الشلالات، وعبور الجسر واتباع الممر أسفل التل. تتميز الحافة بلوحة كما هو موضح هنا؛ يقول النقش الإنجليزي: «في هذا المكان المخيف، انتصر شيرلوك هولمز على البروفيسور موريارتي، في 4 مايو 1891.» ينتهي المسار الذي تجري فيه المبارزة بين شيرلوك هولمز والبروفيسور موريارتي على بعد مئات الأمتار من الشلالات. عندما شاهد دويل الشلالات، انتهى المسار قريبًا جدًا من السقوط، قريبًا بما يكفي لمسه، ولكن بعد مرور مائة عام على زيارته، أصبح المسار غير آمن وتآكل ببطء، وانحسرت الشلالات مرة أخرى إلى الوادي.

## في وسائل الإعلام الأخرى
كانت شلالات ريتشينباخ موضوعًا للعديد من اللوحات التي تعود إلى أوائل القرن التاسع عشر لرسام المناظر الطبيعية الإنجليزي الرومانسي JMW Turner.، أطلقت الفرقة المستقلة رافات وتشيمس اسم ألبومها الأول (صدر عام 2007) بعد السقوط.
كانت ِشلالات ريتشينباخ أيضًا عنوانًا لدراما BBC Four TV لعام 2008 من تأليف جيمس مافور، استنادًا إلى فكرة إيان رانكين والتي تدور أحداثها في إدنبرة. تم ذكر العديد من الشخصيات التاريخية المرتبطة بالمدينة، بما في ذلك كونان دويل ومعلمه الدكتور جوزيف بيل، في القصة.
فيلم شارلوك هولمز: لعبة الظلال، فيلم مقتبس عام 2011 مستوحى من «المشكلة النهائية»، يستضيف أيضًا السقوط، على الرغم من أنه في هذا التعديل، تم بناء قلعة كبيرة فوقها لتحل محل المسار. في الحلقة الثالثة من المسلسل الثاني 2012 لدراما بي بي سي شيرلوك " The Reichenbach Fall " (المستوحاة من «رواية المشكلة الأخيرة»)، هي مسرحية باسم الشلال. عرضت الحلقة الخاصة من شيرلوك، «العروس البغيضة»، التي تم بثها في 1 يناير 2016، إعادة إنشاء المواجهة بين شيرلوك وموريارتي في العصر الفيكتوري، كما هو موضح في الكتاب.

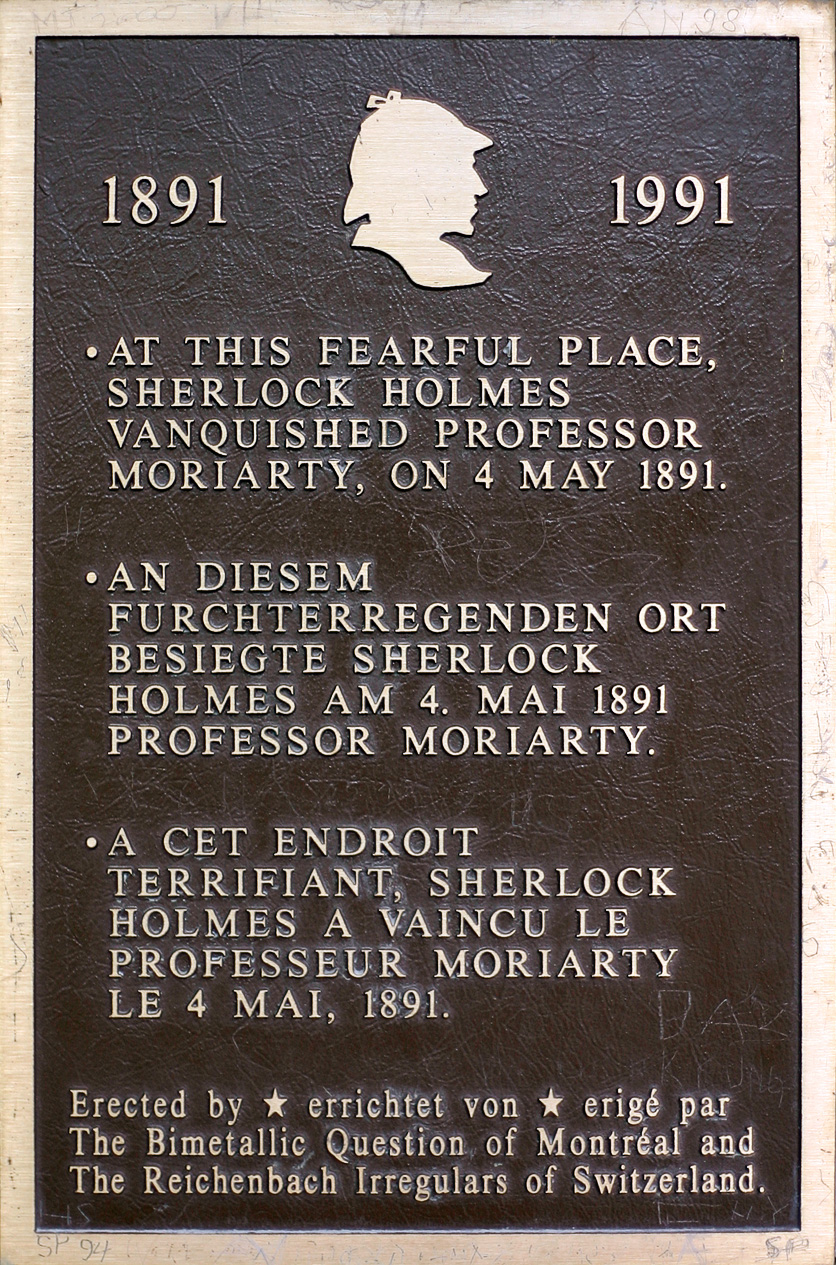
لوحة هولمز على الحافة
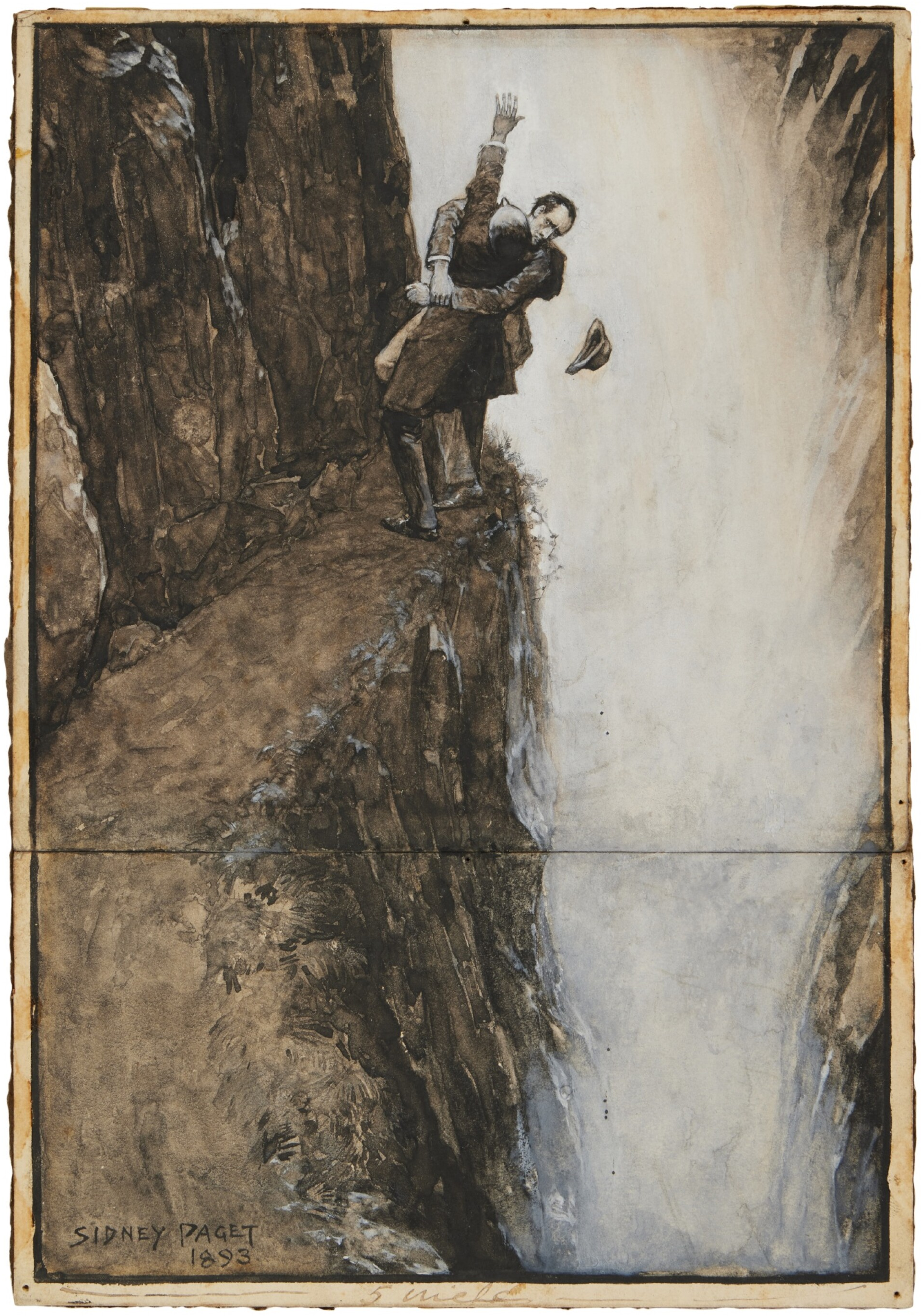
هولمز وموريارتي يتقاتلان في شلالات ريتشينباخ ، بواسطة سيدني باجيت
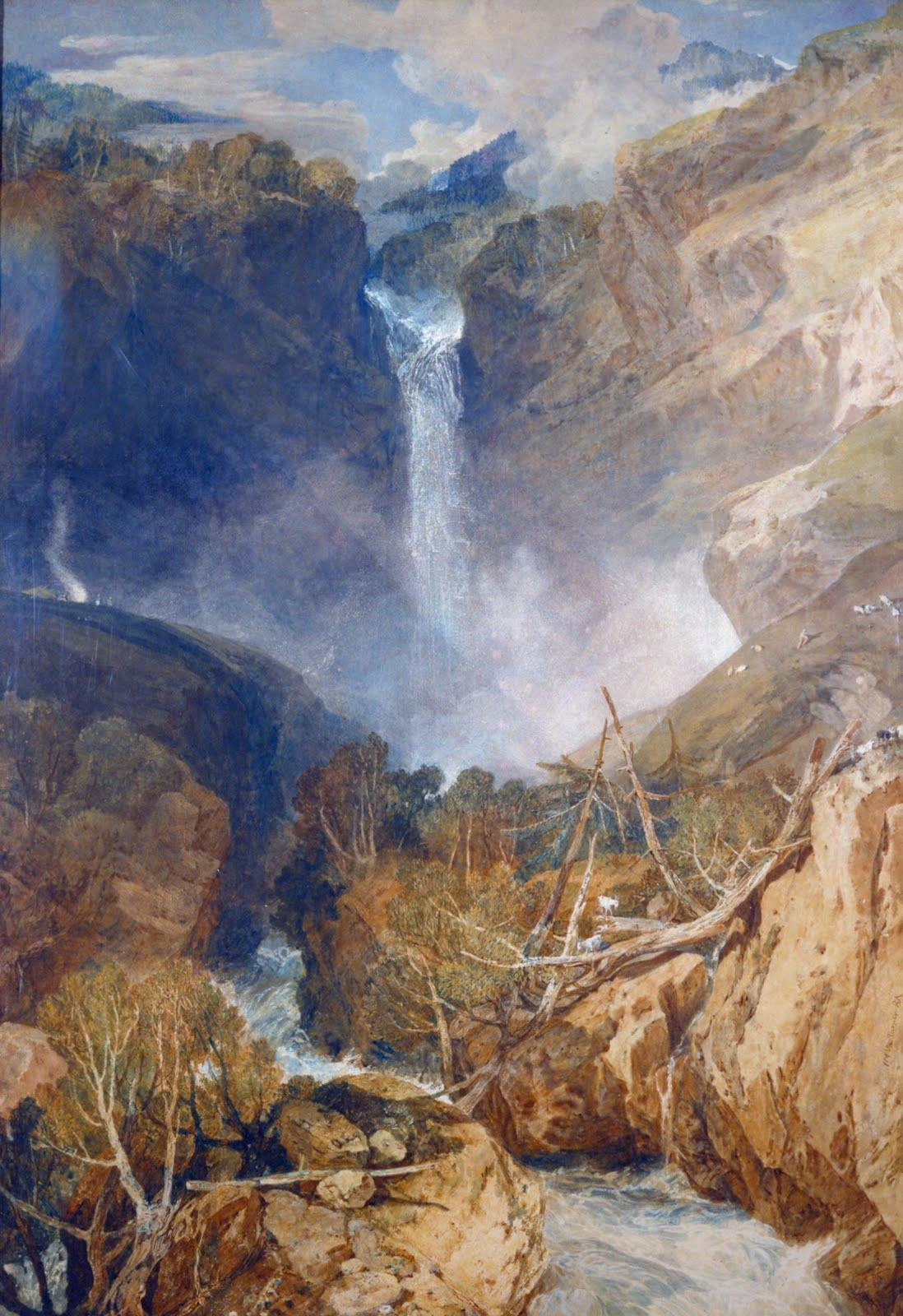
"السقوط الكبير لريتشنباخ ، في وادي هاسل ، سويسرا" (1804 ، رسم بالألوان المائية على الورق) بقلم جي إم دبليو تورنر

## معرض الصور

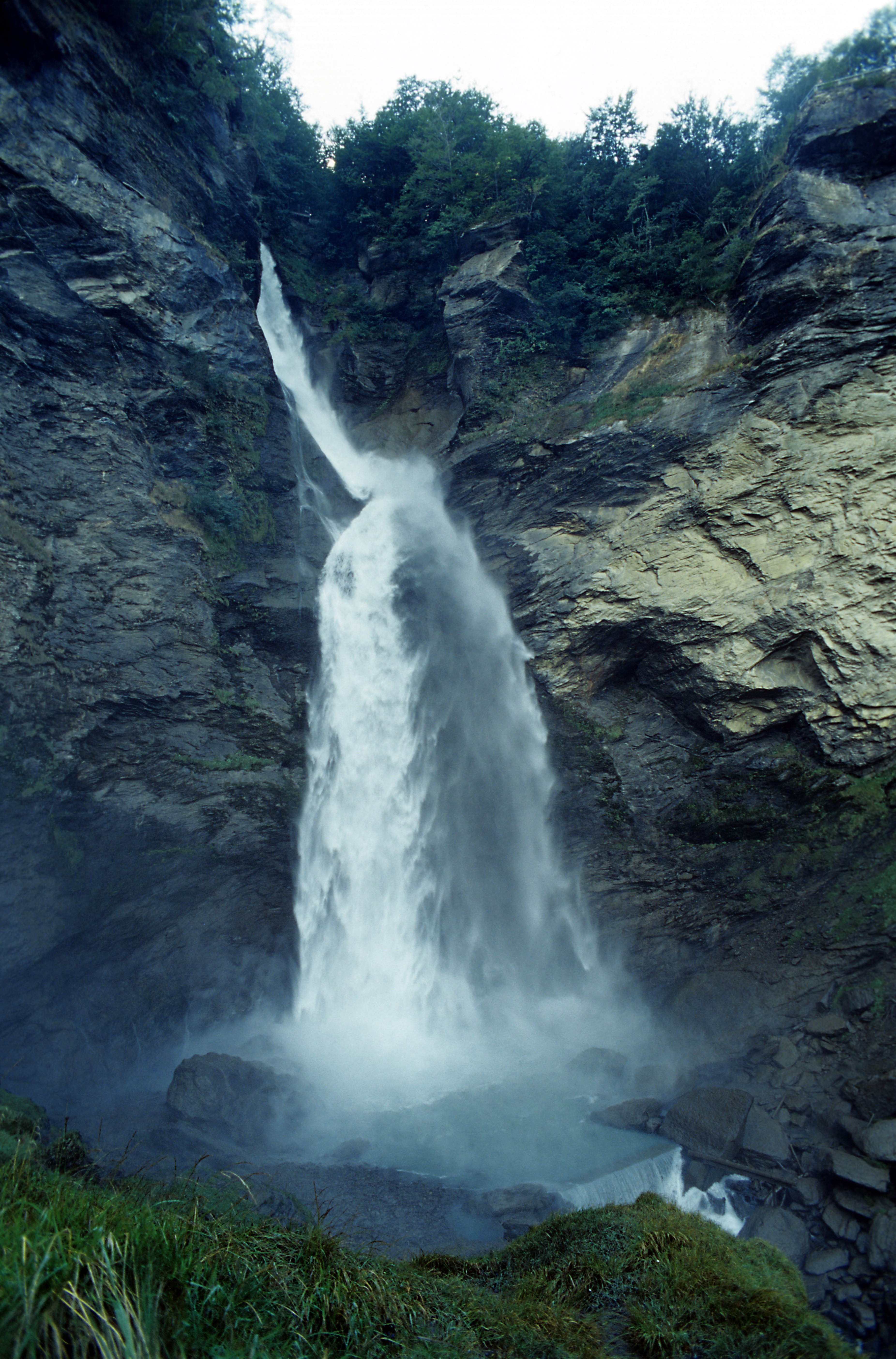
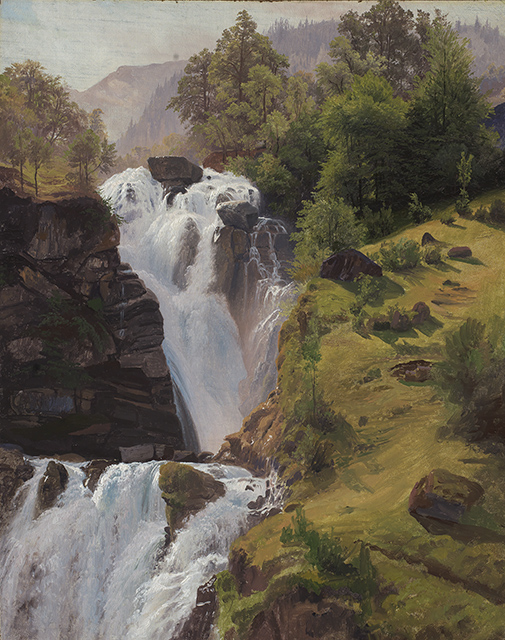
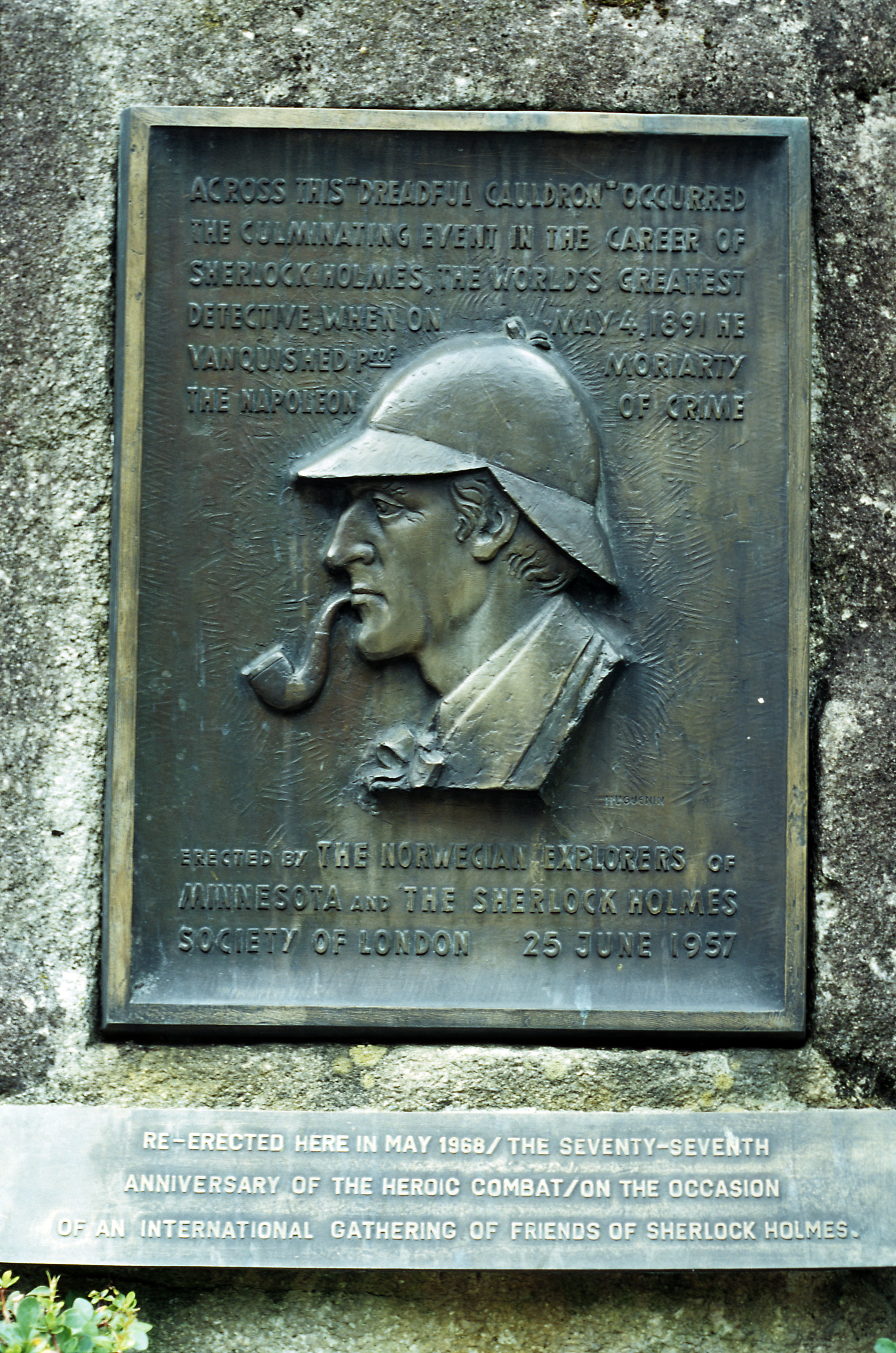
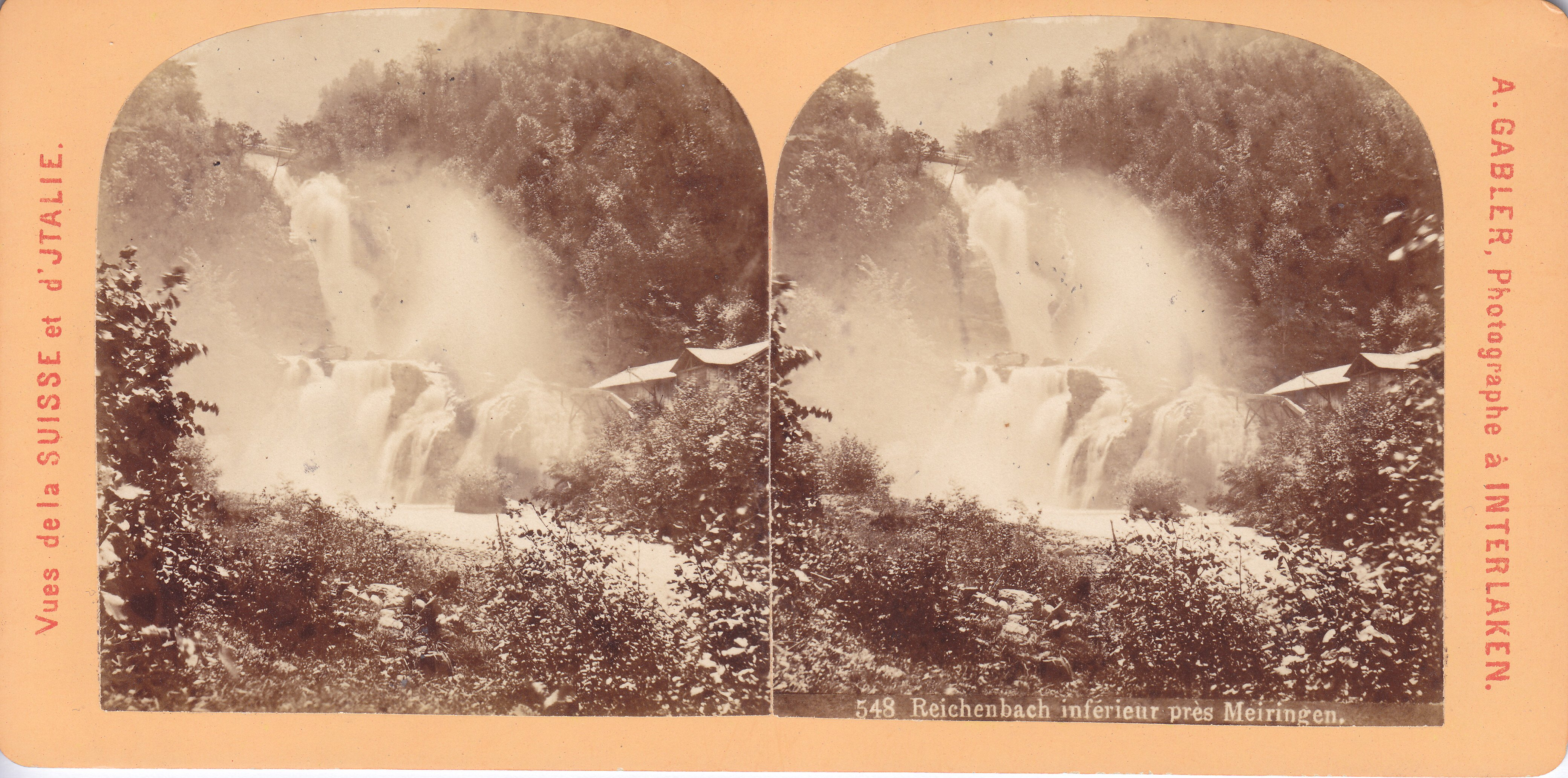
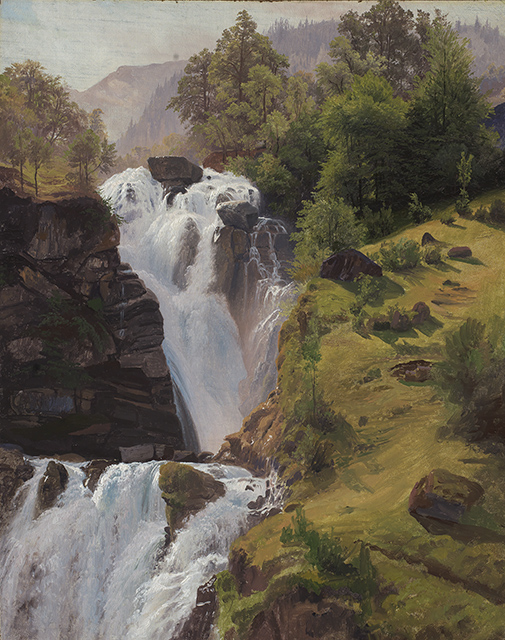
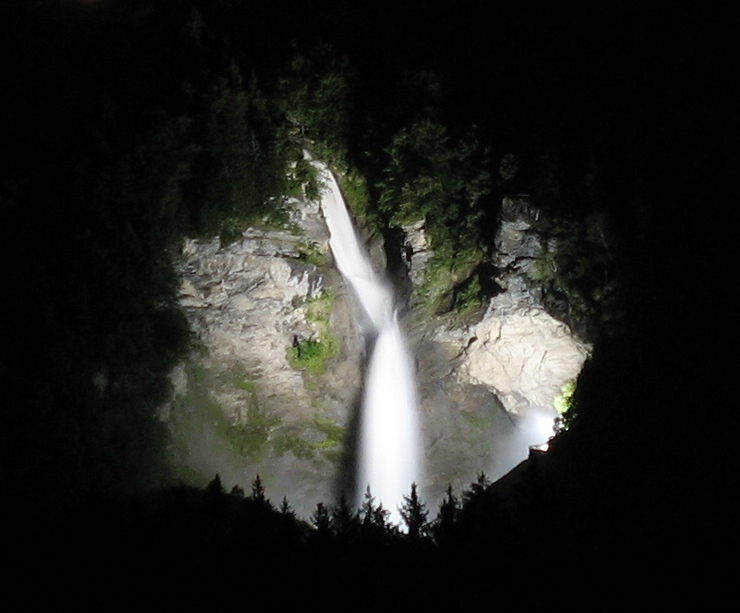
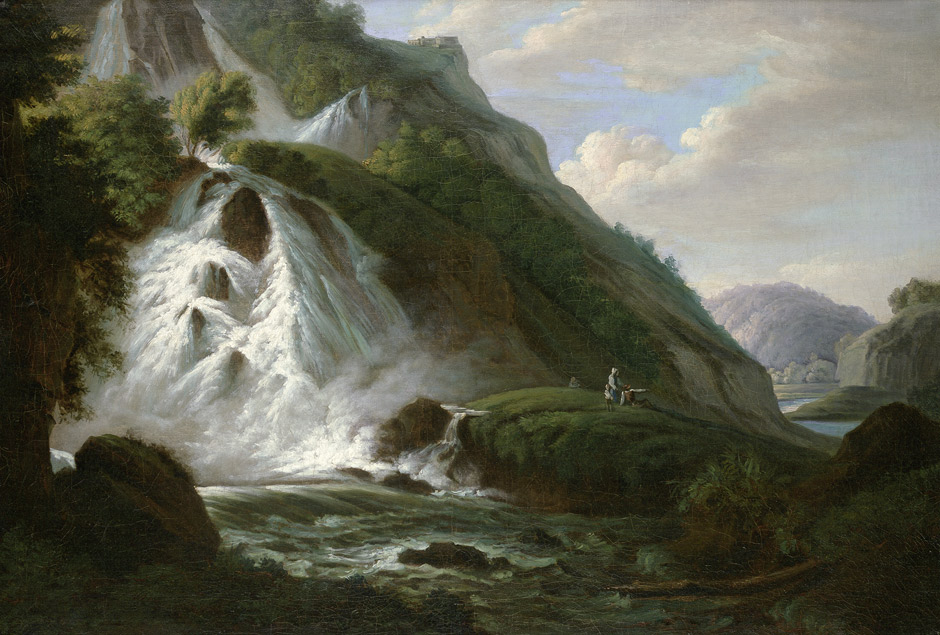
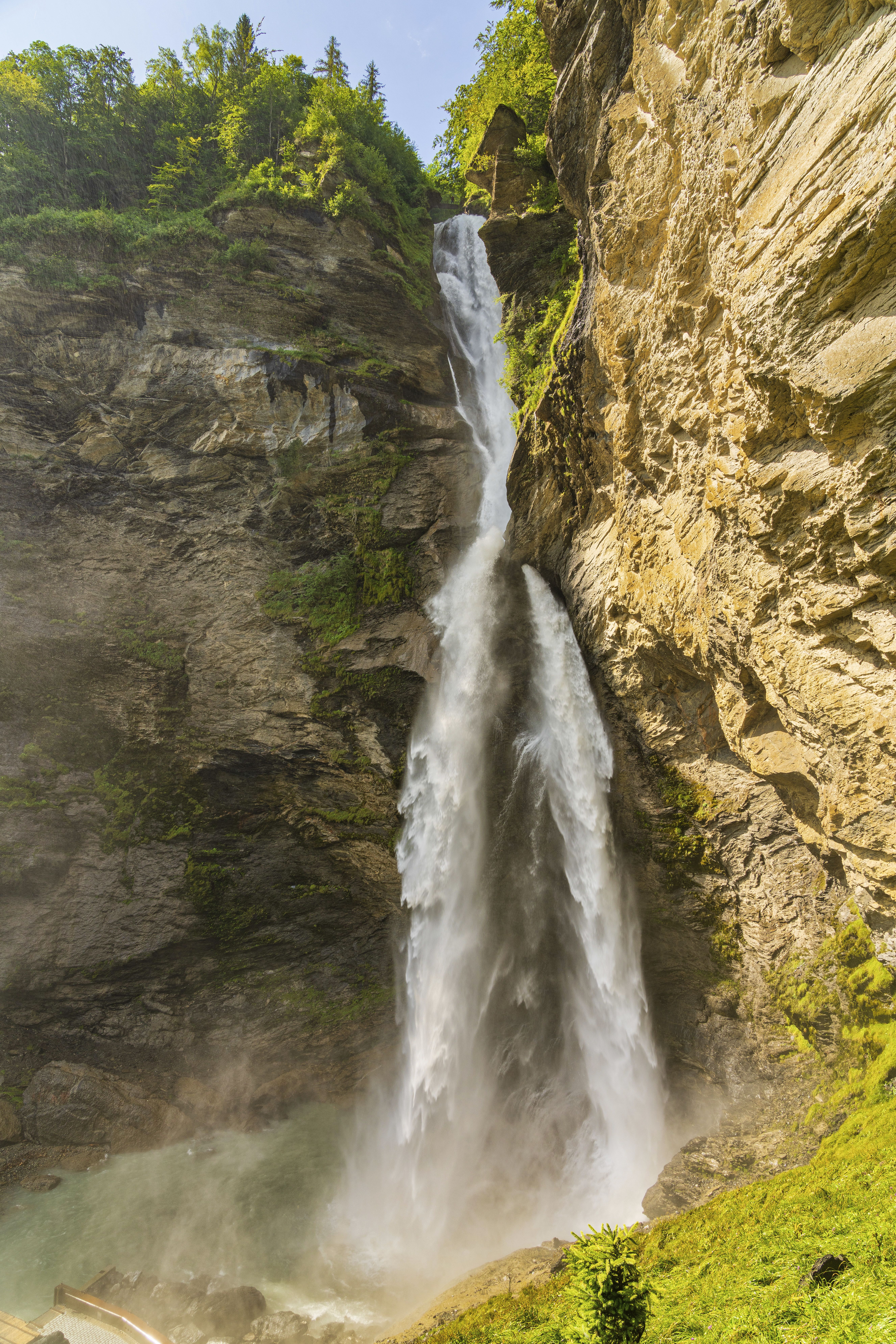
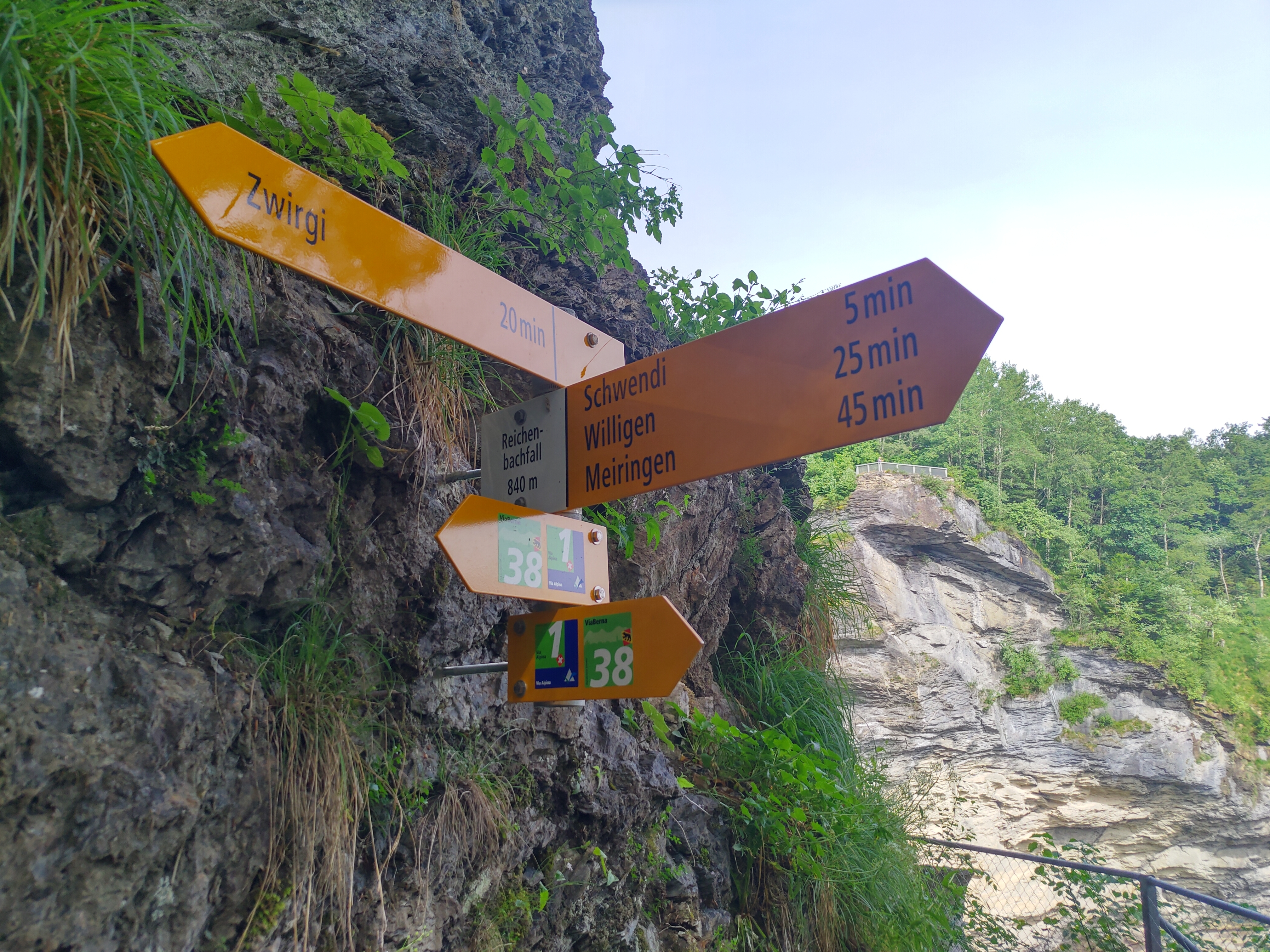
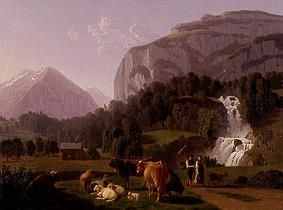
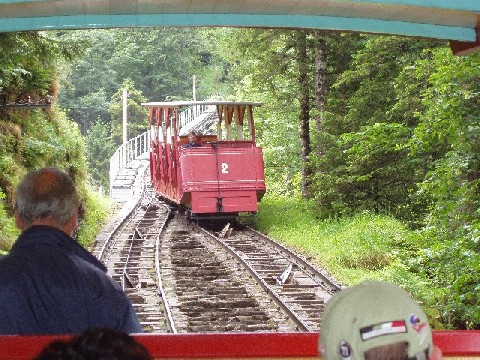
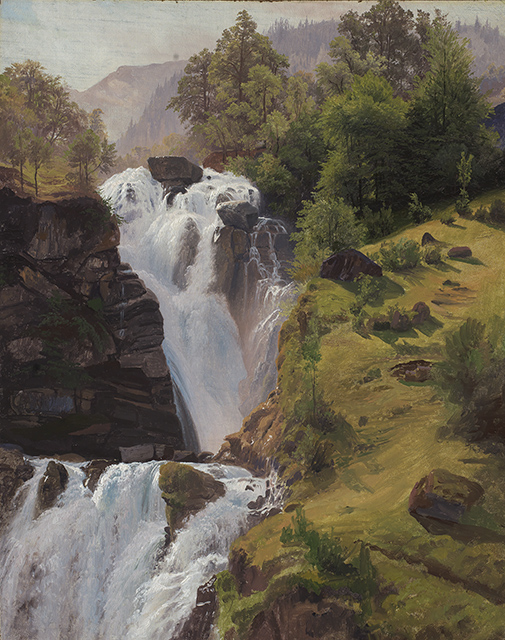
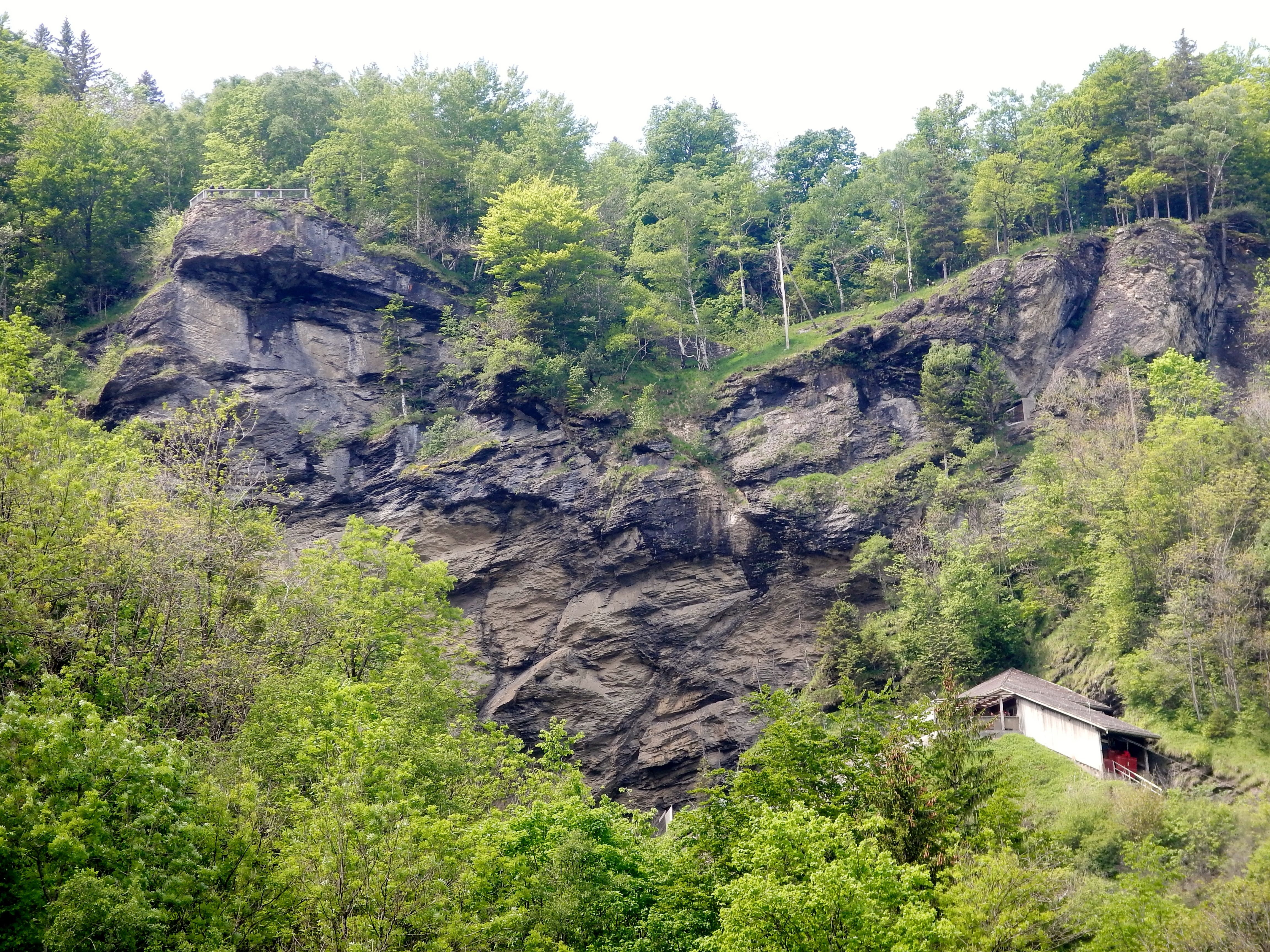
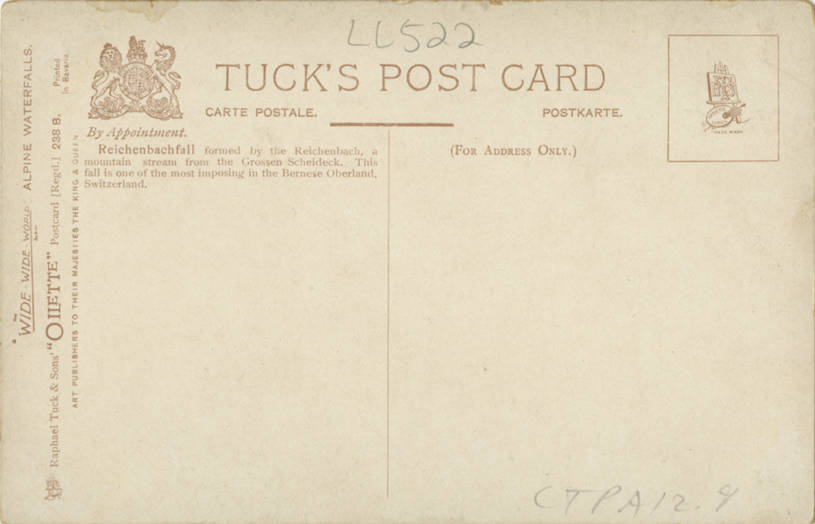
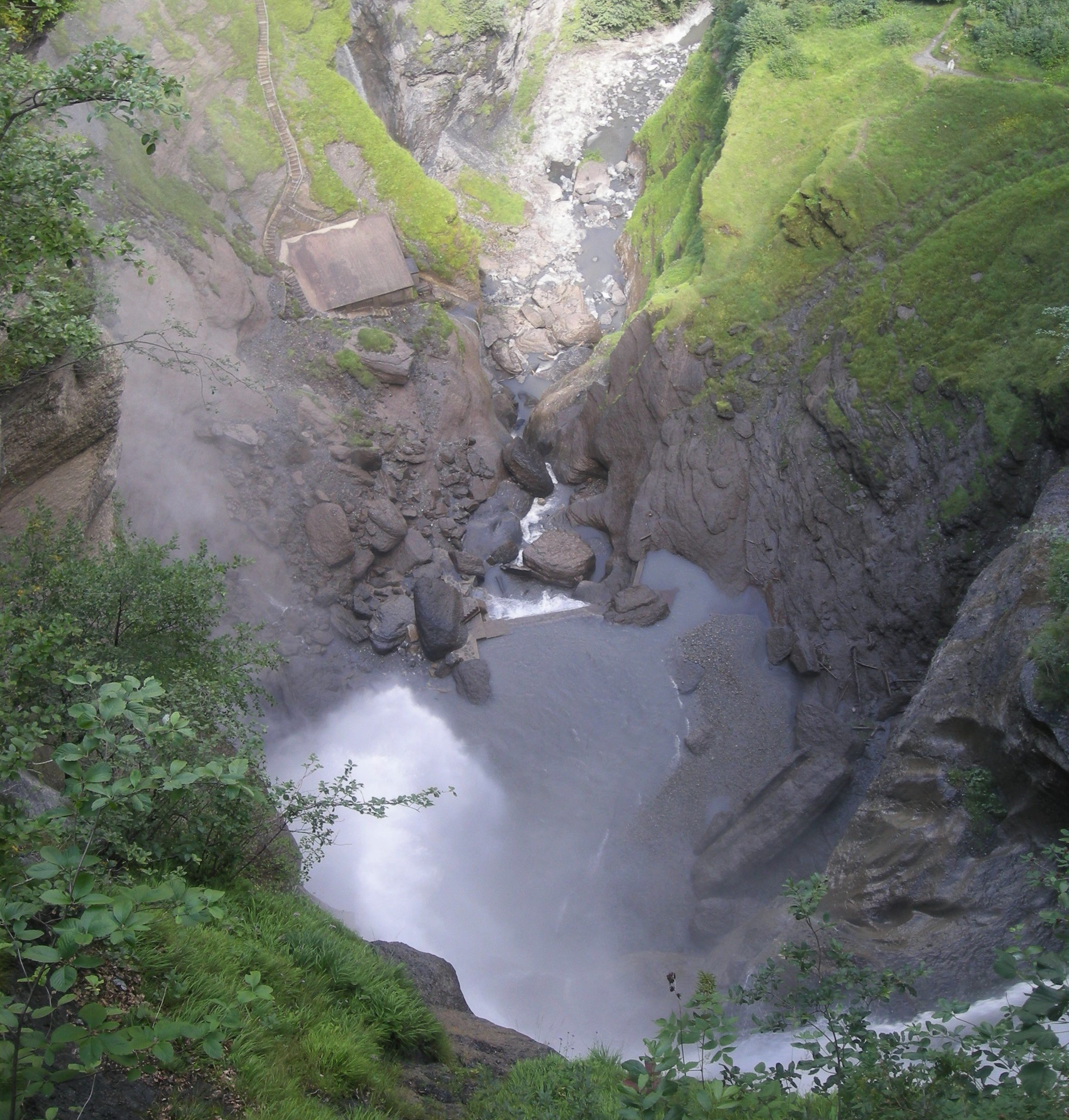

## الروابط الخارجية
- ريتشنباخ فونيكالار
- صور من جمعية شرلوك هولمز بلندن نسخة محفوظة 4 ديسمبر 2008 على موقع واي باك مشين.
- «شلالات Reichenbach»، بي بي سي فور فيلم ودراما